# Deus ex Machina (gruppo musicale)
I Deus ex Machina sono un gruppo progressive jazz italiano nato a Bologna nel 1985. Con otto album all'attivo, sono stati protagonisti di un discreto revival progressive nel panorama musicale italiano degli negli anni novanta, anche se la loro notorietà rimane confinata ad un pubblico di nicchia. Il loro stile si avvicina ad una sorta di progressive/jazz rock, con un sound che spazia dagli italiani Area e Osanna a gruppi fusion come Mahavishnu Orchestra, Embryo, Gong di Pierre Moerlen e hard rock come i Led Zeppelin. Una peculiarità del gruppo, oltre alle composizioni intricate e meditate, riflesso delle elevate qualità tecniche dei suoi componenti, è la scelta di adottare l'uso della lingua latina per gran parte dei testi.

## Storia dei Deus ex Machina
I Deus ex Machina nascono a Bologna nel 1985, con l'idea di creare una grande opera rock. In questo riuscirono perfettamente: per ben sei anni continuarono ad eseguirla dal vivo, senza però mai effettuarne una registrazione dal vivo. L'opera ebbe grandi consensi dalla critica e questo portò, nel 1991, alla registrazione dell'album contenente l'opera, Gladium Caeli (Kaliphonia, 1992), in coincidenza con un temporaneo ritorno da parte di pubblico e critica a sonorità progressive. L'album mantiene intatto il fascino dell'esecuzione dal vivo, essendo stato registrato “semi-live”. Nel frattempo vi è l'abbandono del batterista del gruppo, Marco Matteuzzi, che viene sostituito da Claudio Trotta.
Così i Deus ex Machina continuano la loro carriera e, un anno dopo, esce l'album omonimo, influenzato dall'arrivo del nuovo batterista. In seguito i Deus ex Machina si dedicano all'attività concertistica, ma soprattutto all'elaborazione di un grande progetto che li ha impegnati per due anni. Nel 1994 entrano in studio di registrazione e incidono “De Republica”, album che viene considerato la bandiera del gruppo, in quanto ne esprime la maturità e dimostra le capacità musicali (arrangiamenti, ritmi e armonia) dei sei musicisti, che a questo punto si sono fatti un nome. Da questo momento l'attività concertistica diventa il loro principale scopo: per tre anni si fanno apprezzare in tutto il mondo raccogliendo buone critiche ovunque. Intanto, il 1997 registra l'avvicendamento del tastierista: Fabrizio Puglisi, musicista d'estrazione jazz, entra a far parte della formazione.
Dopo questo cambiamento nel 1998 incidono “Equilibrismo da insofferenza”, un album complesso con una più marcata impronta jazz-rock, nel quale compaiono nell'organico pure dei fiati. Dopo un intenso lavoro, nel 2002, incidono “Cinque”, prima uscita per l'etichetta statunitense Cuneiform Records: si tratta di un album più tradizionalmente rock, considerato da molta critica il miglior lavoro della band. Prosegue intanto l'attività concertistica e nel 2008 esce, sempre per la Cuneiform Records il nuovo lavoro, "Imparis", che comprende un cd di brani in studio e live e un dvd registrato dal vivo durante un concerto a Parigi.
Nel 2008 il tastierista Fabrizio Puglisi ha lasciato il gruppo per dedicarsi ad altri progetti. Nel 2010 rientra il vecchio ed originale tastierista Luigi Ricciardiello, ma il gruppo subisce una battuta d'arresto dovuta a vicissitudini di carattere personale fra cui la temporanea dipartita di Alberto Piras che resta fuori dalla band per quasi tre anni. Durante il 2013 Piras torna però in forza al gruppo. Nei due anni successivi compongono e registrano brani per il nuovo album in uscita il 24 giugno 2016 sempre per la Cuneiform  e che si intitola "Devoto"..

## Formazione
- Luigi Ricciardiello dal 1985 al 1996 rientra nel 2011- Hammond, piano Rhodes, Synth ARP
- Fabrizio Puglisi dal 1996 al 2009 - Hammond, piano Rhodes, Synth ARP
- Claudio Trotta - batteria, percussioni
- Alessandro Porreca - basso elettrico
- Maurino Collina - chitarra
- Alessandro Bonetti - violino
- Alberto Piras - voce

## Discografia
- 1991 Gladium Caeli
- 1992 Deus ex Machina
- 1995 De Republica
- 1996 Diacronie metronomiche (live)
- 1997 Non est ars quae ad effectum casus venit (live in vinile a tiratura limitata)
- 1998 Equilibrismo da insofferenza
- 2002 Cinque
- 2008 Imparis (cd studio + dvd live)
- 2016 Devoto